# Babilônia 2000
Babilônia 2000 é um documentário brasileiro lançado em 2001. Dirigido por Eduardo Coutinho, também autor do conhecido documentário Edifício Master.

## Sinopse
Na manhã do último dia de 1999, uma equipe de filmagens sobe o Morro da Babilônia, no Rio de Janeiro. Lá existem duas favelas, Chapéu Mangueira e Babilônia, as únicas situadas na orla de Copacabana e cujos moradores podem acompanhar ao vivo o réveillon de Copacabana. Durante 12 horas, as câmeras da equipe de filmagens acompanham os preparativos locais para o réveillon, assim como ouve os moradores locais a fim de saber as expectativas deles para o ano 2000 e para que possam fazer um balanço de suas vidas.

## Produção
O filme foi gravado na virada do ano de 1999, no morro da Babilônia, na cidade do Rio de Janeiro. Além de filmar os preparativos para a festa por doze horas, a equipe gravou depoimentos dos moradores das comunidades do Chapéu Mangueira e Babilônia, falando das suas expectativas sobre o ano que viria.
As filmagens retratam o último dia do ano de 1999 no Morro da Babilônia de forma cronológica, e o contador de horas permite ao espectador se situar e construir um roteiro próprio em sua mente direcionando sua atenção para algo além dos assuntos tratados nos depoimentos.
No documentário, Eduardo Coutinho mostra como a festa de ano novo acontece para quem vive nas duas favelas localizadas na orla da praia mais famosa do Rio de Janeiro. Babilônia 2000 mostra outro lado do Réveillon mais famoso do país. É a festa de um povo que – igualmente aos outros frequentadores da praia de Copacabana – também sabe celebrar, e cada qual a seu modo acaba trazendo para dentro de seu lar um pouco de alegria a cada passagem de ano, usando este tipo de regalo como combustível para seguir em frente no dia a dia de sua difícil realidade.